# Тања Дивнић
Тања Дивнић (Београд, 8. јануар 1976) српска је позоришна, телевизијска, филмска и гласовна глумица.
Остварила је улоге у неколико телевизијских серија Синише Павића и учествовала у реализацији великог броја радио-драма. Појавила се у краткометражном пројекту Yin, као и у Српском филму.

## Улоге

### Позоришне представе
| Наслов                   | Улога                                            | Редитељ              | Позориште                    | Премијера          |
| ------------------------ | ------------------------------------------------ | -------------------- | ---------------------------- | ------------------ |
| Идиот                    |                                                  | Стево Жигон          | Народно позориште у Београду | 22. новембар 1995. |
| Лутка са насловне стране | Млада жена                                       | Михаило Вукобратовић | Позориште на Теразијама      | 20. новембар 1999. |
| Галеб                    | Нина Михаиловна Заречна                          | Стево Жигон          | Народно позориште у Београду | 19. мај 2000.      |
| Бедни људи               | Варвара Алексејевна                              | Милица Краљ          | Атеље 212                    | 15. новембар 2001. |
| Terra incognita          | Маја                                             | Миодраг Милановић    | Позориште „Зоран Радмиловић” | 11. јун 2002.      |
| Грађанин племић          | Служавка                                         | Љубомир Драшкић      | Атеље 212                    | 7. март 2003.      |
| Принцеза на зрну грашка  | Лира                                             | Слободанка Алексић   | Позориште Пуж                | 19. октобар 2003.  |
| Црна соба                | ДП - девојка са браон пљувачком (глас)           | Нела Антоновић       | Битеф театар                 | 17. децембар 2003. |
| Себични принц            | Учитељица музике / Принцеза Софија / Шумска вила | Милица Краљ          | Позориште Пуж                | 8. мај 2005.       |
| Весели времеплов         |                                                  | Ана Здравковић       | Позориште Пуж                | 13. април 2007.    |

### Филмографија
| Год.       | Назив                                       | Улога                                            |
| ---------- | ------------------------------------------- | ------------------------------------------------ |
| 1996.      | Срећни људи: Новогодишњи специјал (ТВ филм) | Марина Попац                                     |
| 1998—1999. | Породично благо (серија)                    | Сестра Виолета                                   |
| 2004—2006. | Стижу долари (серија)                       | Цеца, Гвозденова секретарица / медицинска сестра |
| 2006.      | Реконвалесценти (ТВ филм)                   |                                                  |
| 2007.      | Yin (кратки филм)                           |                                                  |
| 2006—2011. | Бела лађа (серија)                          | Гаврилова секретарица                            |
| 2010.      | Српски филм                                 | Васпитачица                                      |
| 2023.      | Херој улице                                 | Ивана                                            |

### Гласовне улоге
| Радио драме |
| --- |
| - Питоа (1997) - Пре тога (1999) - Жена у белом (2001) - Тајна рудничког потока (2001) - Адријен Мол бежи од куће (2001) - Добри пастир – Едит Штајн (2002) - Аелита (2002) - Силвија Плат (2003) - Франсоа Вијон – балада о песнику (2003) - Утопљене душе (2003) - Пресуда (2003) - Веза (2004) - Даме не воле да чекају (2005) - Швабица (2005) - Луди Бранко (2005) - Грофица Валоа (2005) - Ејнерова прича (2005) - Мртва а жива (2006) - Опроштајна вечера (2006) - Дампир – мајка природа (2006) - Острво гласова (2007) - Богородица и друга виђења (2007) - Драгутин Илић (2007) - Телефоманија (2008) - Песникиња и Нечастиви (2009) - Незајаж (2011) - Сенка наше жеље (2012) - Кроз пустињу и прашину (2012) - 2012 (2012) - Међедовић (2013) - Жиће, гигантско и сладострасно ‒ Једна фантазија о Његошу (2013) - Петухов (2016) - Симпатија и антипатија (2016) - Слепило (2017) - Фрка око брка (2018) - Легенда о уснулој долини (2018) - Одужен дуг (2018) - Винета (2019) - Пи-ар (2019) - Руминације о предстојећој катастрофи (2020) - Гoли гласови (2020) - Клупа за све (2020) - Породица вукодлака (2020) - Убодна тестера (2022) - Херакле (2022) - Дунђери (2023) - Мала сива препелица (2023) - Господин Оливер (2023) |